# Creatures of Light and Darkness
Creatures of Light and Darkness (cu sensul de Creaturi de lumină și întuneric) este un roman științifico-fantastic din 1969 scris de Roger Zelazny. A apărut prima dată la Doubleday în 1969, a fost reeditat în aprilie 2010. 

## Introducere
Romanul are loc în viitorul îndepărtat, cu oamenii care locuiesc pe multe lumi. Unii au puteri asemănătoare zeilor sau poate sunt zei — se folosesc numele și înfățișarea diferiților zei egipteni. Elementele de groază și tehnologie sunt amestecate și romanul are puncte comune cu cyberpunkul. 
Romanul a fost conceput și scris inițial ca un exercițiu de pre-scriere de către Roger Zelazny. El l-a scris la timpul prezent, a realizat un întreg capitol în poezie și a transformat capitolul final în scenariul unei piese de teatru. Nu a intenționat niciodată să fie publicat, dar când Samuel R. Delany a aflat despre acest proiect de la Zelazny, Delany a convins un editor de la Doubleday să-i ceară lui Zelazny manuscrisul. În consecință, Zelazny i-a dedicat romanul lui Delany. 
Spre deosebire de alte cărți ale lui Zelazny, precum Domn al luminii sau seria Cronicile Amberului, acest roman are un stil mai poetic și conține o acțiune mai complicată. Totuși, la fel ca alte romane, Zelazny încorporează mitul antic, în acest caz mitologia Egiptului Antic, dar și unele elemente din mitologia greacă și țese o tehnologie ultra-futuristă cu elemente fanteziste.

## Rezumat

### Fundal

Thot în mitologia egipteană

Universul a fost cândva condus de zeul Thot, care a administrat diferitele forțe din Univers pentru a menține lucrurile în echilibru. În timp, el a delegat această administrație „Îngerilor” (altor ființe asemănătoare cu zeii), care erau fiecare responsabili de diferite „stații” sau forțe din Univers. Astfel de stații includ Casa Morților, Casa Vieții, Casa Focului și așa mai departe. 
La un moment dat, Thot a trezit o forță latentă și malefică pe o planetă îndepărtată. Această forță întunecată, numită Lucrul care plânge în noapte (Thing That Cries In The Night), este atât de puternică și de rea încât aproape a distrus-o pe soția lui Thot și amenință să consume galaxia. Thot este ocupat pentru a reține și a distruge creatura și, făcând acest lucru, își neglijează îndatoririle în menținerea Universului. Îngerii devin rebeli și folosesc vidul de putere pentru a se lupta între ei pentru dominație. 
Seth, fiul lui Thot, care printr-o anomalie în timp este și tatăl său, luptă cu creatura pe o planetă devastată. În momentul în care Seth este pe cale să distrugă creatura, el este atacat de îngerul Osiris, care dezlănțuie Ciocanul care zdrobește stelele (Hammer That Smashes Suns), o armă foarte puternică care aproape îi ucide pe Set și creatura. Fratele lui Thot, Typhon, care îl ajuta pe Set în luptă, dispare fără urmă și se presupune că este mort. (Typhon apare ca o umbră de cal negru, fără ca să existe un cal care să facă umbra. El conține în sine ceva numit Abisul Skagganauk (Skagganauk Abyss), care seamănă cu o gaură neagră, care nu era un termen uzual în perioada scrierii romanului.) 
Lucrul care plânge în noapte a supraviețuit însă exploziei, așa că Thot, care între timp a fost complet răsturnat de îngerii săi, nu are de ales decât să absoarbă forța întunecată până când va găsi o modalitate de a o distruge. De asemenea, el reînvie personalitatea soției sale și o păstrează în siguranță pe o lume specială cunoscută doar de el, unde mările se află deasupra atmosferei, nu sub ele. De asemenea, împrăștie armele și armurile lui Seth în tot Universul pentru a le păstra în siguranță în cazul în care Seth va fi găsit vreodată. După ce a fost răsturnat, el este acum supranumit în tot Universul ca fiind Prințul care a fost o mie (The Prince Who Was A Thousand). 
Unii dintre îngerii care au supraviețuit fie se ascund printre popoarele Universului ca misterioși „nemuritori”, dar alții - Osiris și Anubis - preiau Casa Vieții și, respectiv, Casa Morții. Alte stații sunt abandonate, iar Osiris și Anubis sunt singurele două puteri din Univers acum. Osiris cultivă viața acolo unde poate, în timp ce Anubis lucrează pentru a o distruge. Abundența și foametea, proliferarea și ciuma, suprapopularea și anihilarea alternează în Lumile vieții dintre cele două stații, în detrimentul celor care le locuiesc.

### Locuri
Geografia acestui univers conține mai multe locuri curioase: 
- Casa Vieții, condusă de Osiris, conține o cameră în care Osiris a redus diferite persoane din trecut în mobilier. Aceste mobilier poate vorbi (sau țipa) prin difuzoarele montate pe perete. 
  - Un craniu (cu creier) pentru greutatea unei hârtii.
  - Un inamic al cărui sistem nervos este țesut într-un covor. Lui Osiris îi place să sară pe acest covor.
- În Casa Morților, numeroși morți din cele Șase Rase inteligente se întind pe catafalcuri invizibile până când Anubis le cere să treacă prin mișcările plăcerii - să mănânce, să bea, să danseze, să facă dragoste - fără nici o plăcere reală. Lui Anubis îi place să privească. De asemenea, el organizează lupte între campionii celor Șase Rase: uneori învingătorul primește ceva de muncă - și un nume.
- Planeta Blis este plină de oameni care sunt inepuizabil de fertili și nu cunosc moartea: întreaga planetă este acoperită cu 14 orașe interconectate. Un bărbat este de acord să se sinucidă în fața unei audiențe, pentru ca banii să fie dați familiei sale, deoarece majoritatea oamenilor din Blis nu au văzut niciodată pe cineva decedând.
- Pe planeta D'donori acoperită de ceață, șefii războiului se războiesc reciproc numai pentru a prinde prizonieri, care vor fi spintecați de scrierul orașului sau de augur. Examinând măruntaiele lor, el prezice viitorul și răspunde la întrebări.
- Pe o planetă fără nume, marea se află deasupra atmosferei. Aici, Prințul care a fost o mie o păstrează pe Nephytha, soția sa, care a fost descărnată și nu poate supraviețui pe o planetă normală.
- Într-o peșteră, un câine își îngrijorează o mănușă care a văzut secole mai bune. Câinele cu trei capete este aparent Cerber.
- Pe o altă planetă, sulițași înnebuniți de droguri protejează și preoți castrați se închină la o pereche de pantofi vechi.

## Primire
Algis Budrys a avut o recenzie pozitivă într-o manieră neplăcută, lăudându-i „detaliile bogate, satisfăcătoare și interacțiunea umană cu adevărat emoționantă”, dar avertizând că tehnica sa narativă neobișnuită „probabil va descuraja și va înfuria” pe mulți cititori. James Blish, cu toate acestea, a considerat romanul „un eșec plat”, chiar dacă „unele părți sunt evocatoare în stilul autentic și unic al lui Zelazny”. El a dat criticat mai ales decizia lui Zelazny de a transforma sfârșitul romanului în scena unei piese de teatru, într-„o scenă care solicită absolut o narațiune standard simplă și pentru care dramaturgia este cea mai proastă alegere posibilă”.

## Legături externe
- en  Istoria publicării lucrării Creatures of Light and Darkness la Internet Speculative Fiction Database

## Vezi și
- 1969 în științifico-fantastic